# Стрільба на літніх Олімпійських іграх 1976
Змагання зі стрільби на літніх Олімпійських іграх 1976 тривали в Монреалі з 18 до 24 липня. Розіграно 7 комплектів нагород у змішаних дисциплінах, в яких право на участь мали спортсмени обох статей. Марґарет Мердок стала першою жінкою, яка здобула медаль у стрільбі, вона виборола срібло в стрільбі з трьох положень. Ленні Бешем і Мердок набрали однакову кількість балів у боротьбі за перше місце. Однак, після перевірки мішеней Мердок опинилася на другому місці. Бешем попросив, щоб золоті медалі вручили їм обом, однак його прохання відхилили. Тоді він запропонував Мердок поділити з ним першу сходинку п'єдесталу пошани під час церемонії нагородження.

## Медалісти
| Дисципліна                 | Золото                 | Срібло                  | Бронза                     |
| -------------------------- | ---------------------- | ----------------------- | -------------------------- |
| Пістолет                   | Уве Поттек (GDR)       | Гаральд Фолльмар (GDR)  | Рудольф Доллінґер (AUT)    |
| Швидкісний пістолет        | Норберт Клар (GDR)     | Юрґен Віфель (GDR)      | Роберто Ферраріс (ITA)     |
| Гвинтівка лежачи           | Карлгайнц Смішек (FRG) | Ульріх Лінд (FRG)       | Геннадій Лущиков (URS)     |
| Гвинтівка з трьох положень | Ленні Бешем (USA)      | Марґарет Мердок (USA)   | Вернер Зайбольд (FRG)      |
| Рухома мішень              | Олександр Газов (URS)  | Олександр Кедяров (URS) | Єжи Ґрешкевич (POL)        |
| Скит                       | Йозеф Паначек (TCH)    | Ерік Свінкелс (NED)     | Веслав Ґавліковський (POL) |
| Трап                       | Доналд Галдемен (USA)  | Арманду Маркеш (POR)    | Убальдеско Бальді (ITA)    |

## Країни-учасниці

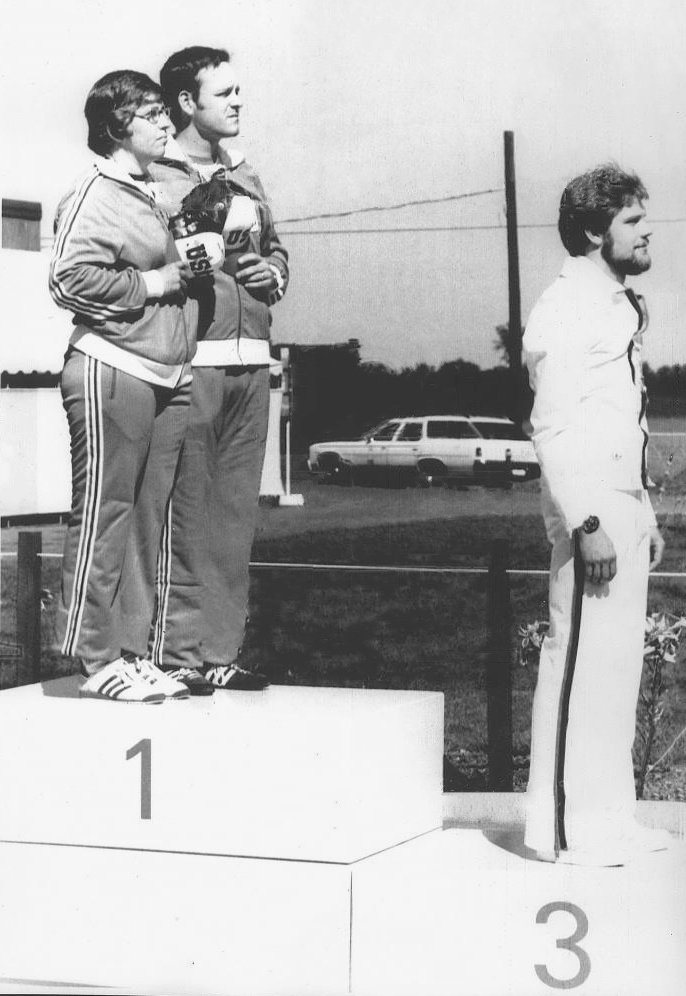
Марґарет Мердок, Ленні Бешем і Вернер Зайбольд

Змагалися 344 стрільці (336 чоловіків і 8 жінок) з 60-ти країн:
| - Андорра (2) - Аргентина (6) - Австралія (6) - Австрія (8) - Бельгія (5) - Беліз (2) - Болівія (1) - Бразилія (8) - Болгарія (7) - Канада (11) - Чилі (3) - Колумбія (3) - Коста-Рика (1) - Куба (4) - Чехословаччина (10) |  | - Данія (7) - НДР (11) - Фінляндія (4) - Франція (10) - Велика Британія (13) - Греція (4) - Гватемала (5) - Гонконг (6) - Угорщина (7) - Індія (3) - Іран (4) - Ірландія (1) - Ізраїль (1) - Італія (13) - Японія (11) |  | - Люксембург (1) - Малайзія (2) - Мексика (6) - Монако (4) - Монголія (4) - Нідерланди (2) - Нова Зеландія (4) - КНДР (6) - Норвегія (4) - Папуа Нова Гвінея (1) - Парагвай (1) - Філіппіни (2) - Польща (12) - Португалія (1) - Пуерто-Рико (8) |  | - Румунія (7) - Сан-Марино (7) - Сінгапур (1) - Південна Корея (5) - СРСР (13) - Іспанія (9) - Швеція (11) - Швейцарія (5) - Тайланд (12) - Тринідад і Тобаго (1) - Туреччина (3) - США (14) - Віргінські Острови (4) - Західна Німеччина (12) - Югославія (5) |

## Медальний залік
| Місце                | Країна               | Золото | Срібло | Бронза | Загалом |
| -------------------- | -------------------- | ------ | ------ | ------ | ------- |
| 1                    | НДР (GDR)            | 2      | 2      | 0      | 4       |
| 2                    | США (USA)            | 2      | 1      | 0      | 3       |
| 3                    | СРСР (URS)           | 1      | 1      | 1      | 3       |
| 3                    | ФРН (FRG)            | 1      | 1      | 1      | 3       |
| 5                    | Чехословаччина (TCH) | 1      | 0      | 0      | 1       |
| 6                    | Нідерланди (NED)     | 0      | 1      | 0      | 1       |
| 6                    | Португалія (POR)     | 0      | 1      | 0      | 1       |
| 8                    | Італія (ITA)         | 0      | 0      | 2      | 2       |
| 8                    | Польща (POL)         | 0      | 0      | 2      | 2       |
| 10                   | Австрія (AUT)        | 0      | 0      | 1      | 1       |
| Загалом (10 збірних) | Загалом (10 збірних) | 7      | 7      | 7      | 21      |